# Eugeniusz Dąbrowski (podporucznik)
Eugeniusz Dąbrowski ps. „Pliszka”, „Gienek” (ur. 15 maja 1923 w Bojanowie, zm. 24 listopada 1996 we Wrocławiu) – żołnierz Armii Krajowej, kawaler Krzyża Srebrnego Orderu Virtuti Militari.

## Życiorys
Urodził się w rodzinie Tomasza i Marii z d. Piskorowska. Uczeń gimnazjum w Tarnobrzegu.
Podczas okupacji niemieckiej w 1941 żołnierz oddziału partyzanckiego „Jędrusie” z którym brał udział w licznych akcjach dywersyjnych, m.in. w Opatowie (12.03.1943), Mielcu (29.03.1943).
Od marca 1944 awansowany do stopnia plutonowego podchorążego po ukończeniu kursu podchorążych AK. Podczas akcji „Burza” w składzie 2 pułku piechoty AK jako dowódca plutonu.
„Za udział w akcji „Burza” został odznaczony Orderem Virtuti Militari”.
Po przejściu frontu sowieckiego w okolicach Tarnobrzega brał udział w akcjach przeciwko reżimowi komunistycznemu. Był członkiem WiN i DSZ obwód tarnobrzeski oraz Biura Informacji i Propagandy (BIP) AK, używając pseudonimów „Pliszka” i „Gienek”.
W maju 1946 aresztowany i skazany na 5 lat więzienia, po roku został zwolniony w wyniku amnestii. Zamieszkał następnie we Wrocławiu gdzie pracował w NBP. Zmarł we Wrocławiu, pochowany na cmentarzu w Tarnobrzegu.

## Życie rodzinne
Żonaty z Bronisławą z d. Matusiak. Mieli dwie córki.

## Ordery i odznaczenia
- Krzyż Srebrny Orderu Virtuti Militari nr 12971[1]
- Krzyż Walecznych[1]
- Krzyż Kawalerski Orderu Odrodzenia Polski[1]
- Krzyż Armii Krajowej[1]